# Бомбардировки Манчестера
Бомбардировки Манчестера или Манчестерский блиц (англ. Manchester Blitz) — серия массированных бомбардировок города Манчестер и прилегающих территорий в Северо-Западной Англии, осуществлённых Люфтваффе во время Второй Мировой войны.
Является эпизодом битвы за Британию, выигранной Королевскими ВВС и силами противовоздушной обороны.

## Предыстория
После поражения Франции в боевых действиях мая-июня 1940 года Адольф Гитлер принял решение вторгнуться на Британские острова, чтобы заставить Англию капитулировать. Однако для этого необходимо было завоевать господство в воздухе над Ла-Маншем; в противном случае ВВС Великобритании и Королевский военно-морской флот, намного превосходивший по мощи Кригсмарине, могли сорвать десантную операцию.
В августе 1940 года начались бомбардировки английских военных аэродромов и военно-промышленных центров Великобритании. В их число попал и Манчестер.

## Ход бомбардировок
Первоначально главной целью авианалётов была промышленная зона Траффорд Парк в Стретфорде, где располагались заводы, производившие бомбардировщики Avro Manchester и двигатели Rolls-Royce Merlin для истребителей Hawker Hurricane и Supermarine Spitfire. Однако в сентябре 1940 года, согласно директиве Гитлера, Люфтваффе переместили акцент на бомбардировку гражданских объектов, что должно было сломить моральный дух англичан. В результате увеличилось число жертв среди мирного населения.

### Рождественский блиц
Манчестер подвергся наиболее тяжёлым авианалётам в ночи с 22 на 23 и с 23 на 24 декабря 1940 года. Это было время, предшествующее Рождеству, поэтому бомбёжки получили название Рождественский блиц (англ. Christmas Blitz). Во время Рождественского блица было убито 684 человека и ещё 2364 ранено. В Траффорд Парке было уничтожено 13 самолётов Avro Manchester, выпущенных заводом Metropolitan Vickers. Были серьёзно повреждены Манчестерский собор, Зал свободной торговли, Королевская биржа, разрушены тысячи зданий. Всего за 2 ночи германская авиация сбросила на Манчестер 468 тонн фугасных и 1925 зажигательных бомб.
По воспоминаниям очевидца,

...сирены зазвучали в сумерках 23 декабря... Я была сестрой милосердия в госпитале Святого Иоанна и сразу побежала в первый медицинский пункт через Сеймур-парк. Везде вокруг меня падали бомбы. Грохот взрывов, стрельба нашей артиллерии, завывания падающих бомб превратили мой путь в дорогу, полную ужаса. Манчестер был беснующимся адом, охваченным стеной огня, который освещал небо на много миль вокруг. В госпитале были убиты четырнадцать сестёр милосердия, и пациентам, способным ходить, посоветовали пробираться к себе домой. Бомбёжка не собиралась утихать, я перебегала от одного укрытия к другому, пока не добралась до школы Сеймур-парка, где и был первый медицинский пункт.
— 
Оригинальный текст (англ.)The sirens sounded at dusk on 23rd... As I was a volunteer nurse in the St John Ambulance I ran to the First Aid post through Seymour Park, incendiaries falling all around me. The noise of exploding bombs, chains of shells from our guns exploding in the sky, the terrifying screams of bombs falling made my dash to a shelter a journey of complete horror. Manchester was a raging inferno, encircled by a wall of fire, the sky for miles illuminated. 14 nurses were killed in one hospital and patients who could walk at all were advised to try and find their way home. There was no let up from the bombardment, I dodged from one shelter to another in the park and eventually arrived at Seymour Park School, Eyres Road, which was the local First Aid Post.

### Последующие бомбардировки
Бомбардировки Манчестера продолжились и в дальнейшем, но их интенсивность снизилась. По-прежнему разрушались как объекты ВПК, так и совершенно мирные постройки. В мае 1941 года немцы разбомбили только что открытую фабрику Форда, специализировавшуюся на авиационных двигателях. До этого, 11 марта, в ходе авиаудара по промышленным районам был частично разрушен стадион «Олд Траффорд», принадлежащий футбольному клубу «Манчестер Юнайтед».

11 марта 1941 года, после трёхчасовой бомбёжки, больше всего жертв было на Виктория-стрит и Ратленд-стрит, где шесть человек были убиты фугасами, разрушившими несколько зданий. Четырёх человек, ещё живых, вытащили из-под завалов на Эрскин-стрит. Один из мальчишек-продавцов газет потерял обоих родителей, когда их дом был полностью разрушен бомбами. Его кровать вместе с ним выбросило на улицу как из катапульты, и мальчику повезло выжить в эту ужасающую ночь...
— 
Оригинальный текст (англ.)On 11th March 1941 during a three-hours’ raid, the most serious incidents were in Victoria street and Rutland street, Hulme where six people were killed by HE bombs that destroyed several houses. Four people were rescued alive from debris in Erskine street. One of our paper boys lost both his parents when the family home was totally destroyed by a bomb. His bed was catapulted over the rubble into the street with him in it and he was very lucky to survive this terrifying ordeal...
В декабре 1944 года, снова накануне Рождества, Манчестер подвергся бомбардировке ракетами Фау-1. Большинство из них прошли мимо целей, не причинив большого вреда, но одна ракета разорвалась в Олдеме, убив 32 человека.

## Галерея
- Полицейское ограждение и воронка от взрыва бомбы перед кинотеатром Scala (2 октября 1940)
- Горящее здание в Манчестере (23 декабря 1940)
- Пожарные борются с последствиями Рождественского блица (23 декабря 1940)